# Gonodonta chrysotornus
Gonodonta chrysotornus là một loài bướm đêm trong họ Noctuidae.